# 馬込沢駅

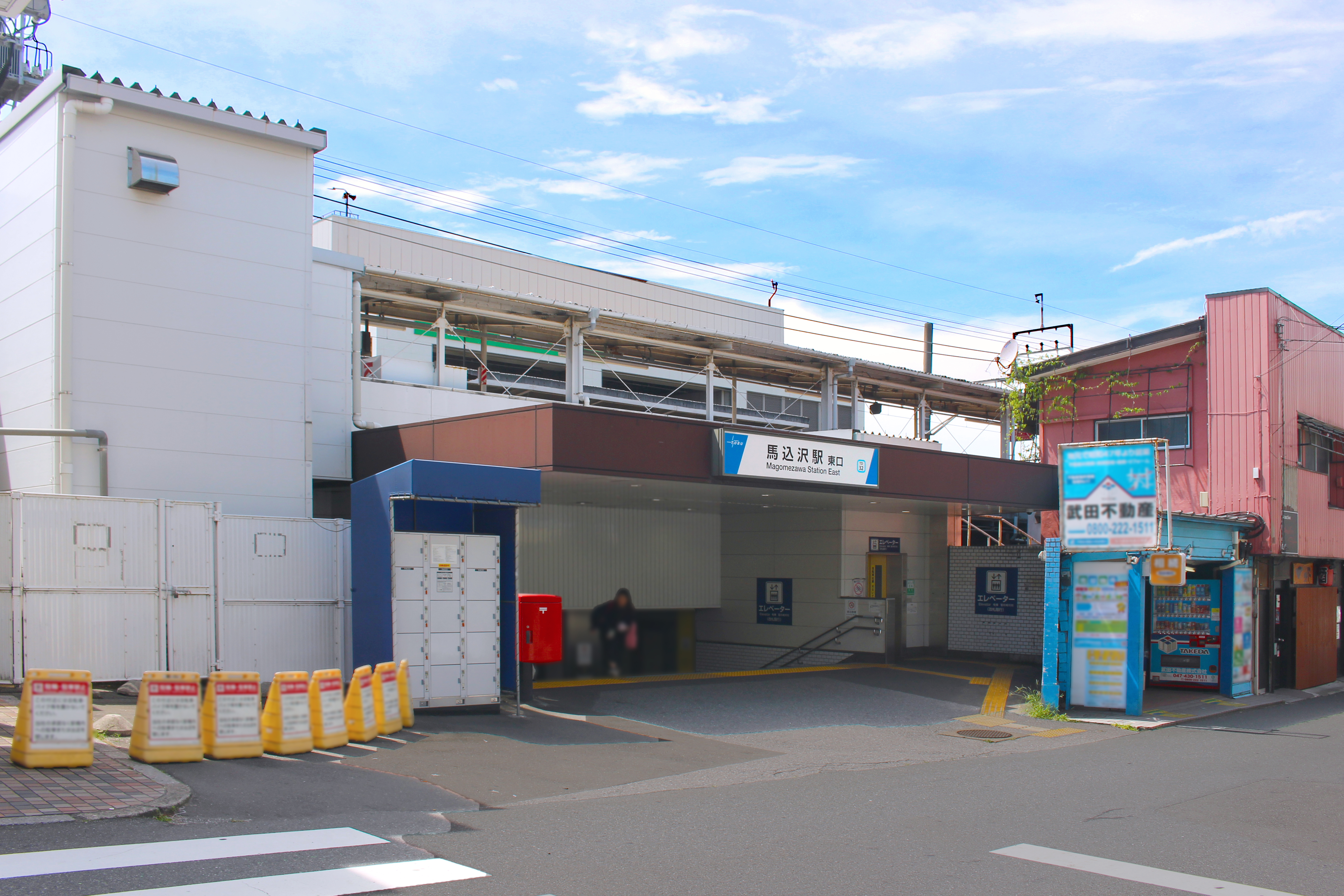
東口（2024年7月）

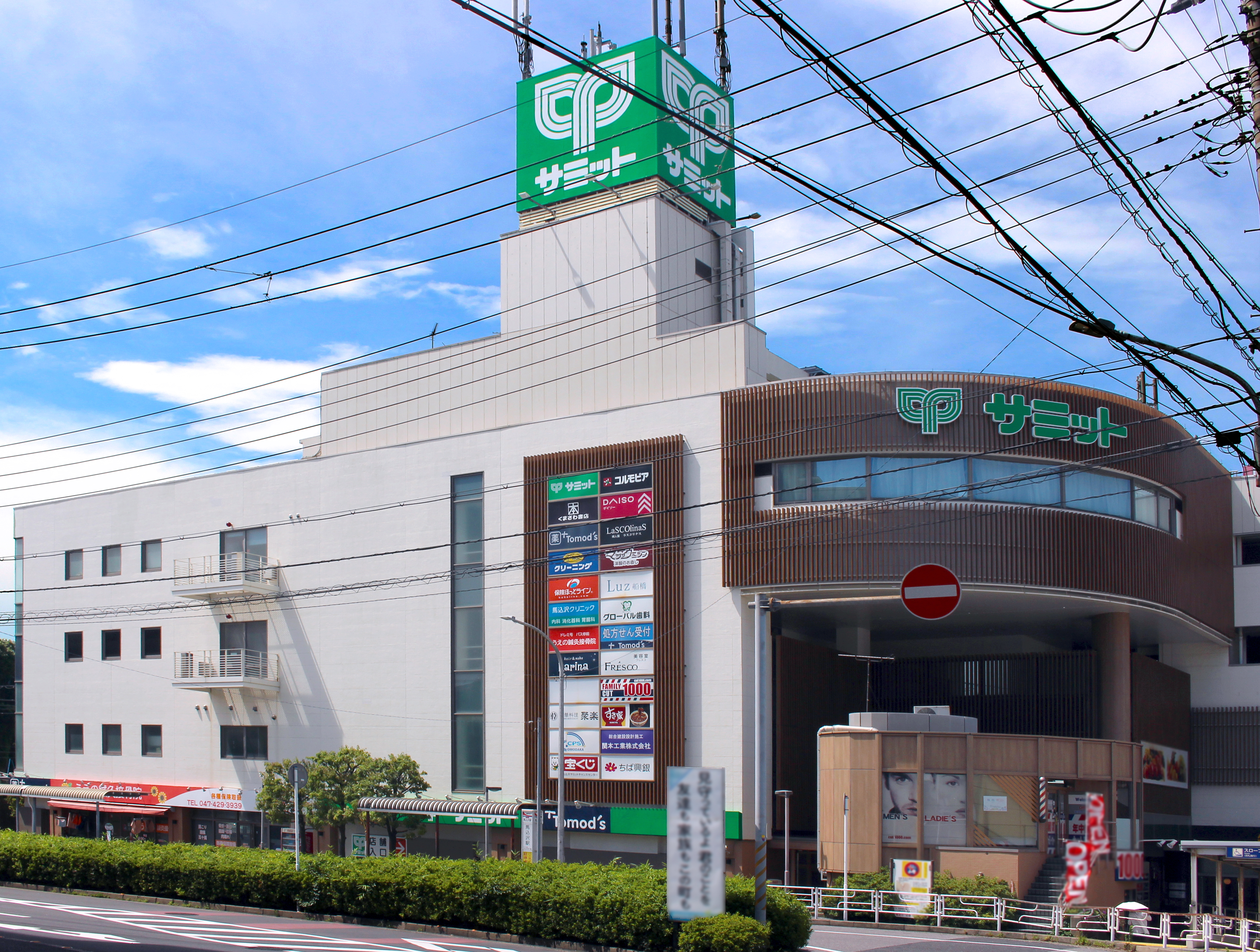
Luz船橋（西口直結）

馬込沢駅（まごめざわえき）は、千葉県船橋市藤原七丁目にある、東武鉄道野田線（東武アーバンパークライン）の駅である。駅番号はTD 32。　

## 歴史
駅は船橋市と鎌ケ谷市、船橋市の飛び地の境界線上にある。地名としての馬込沢は鎌ケ谷市内にある。

### 年表
- 1923年（大正12年）12月27日：北総鉄道船橋線の法典駅（ほうてんえき）として開設[1]。
- 1924年（大正13年）4月1日：馬込沢駅（まごめざわえき）へ改称[2]。
- 1929年（昭和4年）11月22日：北総鉄道が総武鉄道へ社名変更[3]
- 1944年（昭和19年）3月1日：陸上交通事業調整法に基づき、東武鉄道が総武鉄道を吸収合併、同社船橋線の駅となる[3]。
- 1948年（昭和23年）4月16日：船橋線が野田線へ編入、同線の駅となる。
- 1980年代中頃：現駅舎完成。
- 2009年（平成21年）3月：バリアフリー対応工事完成。

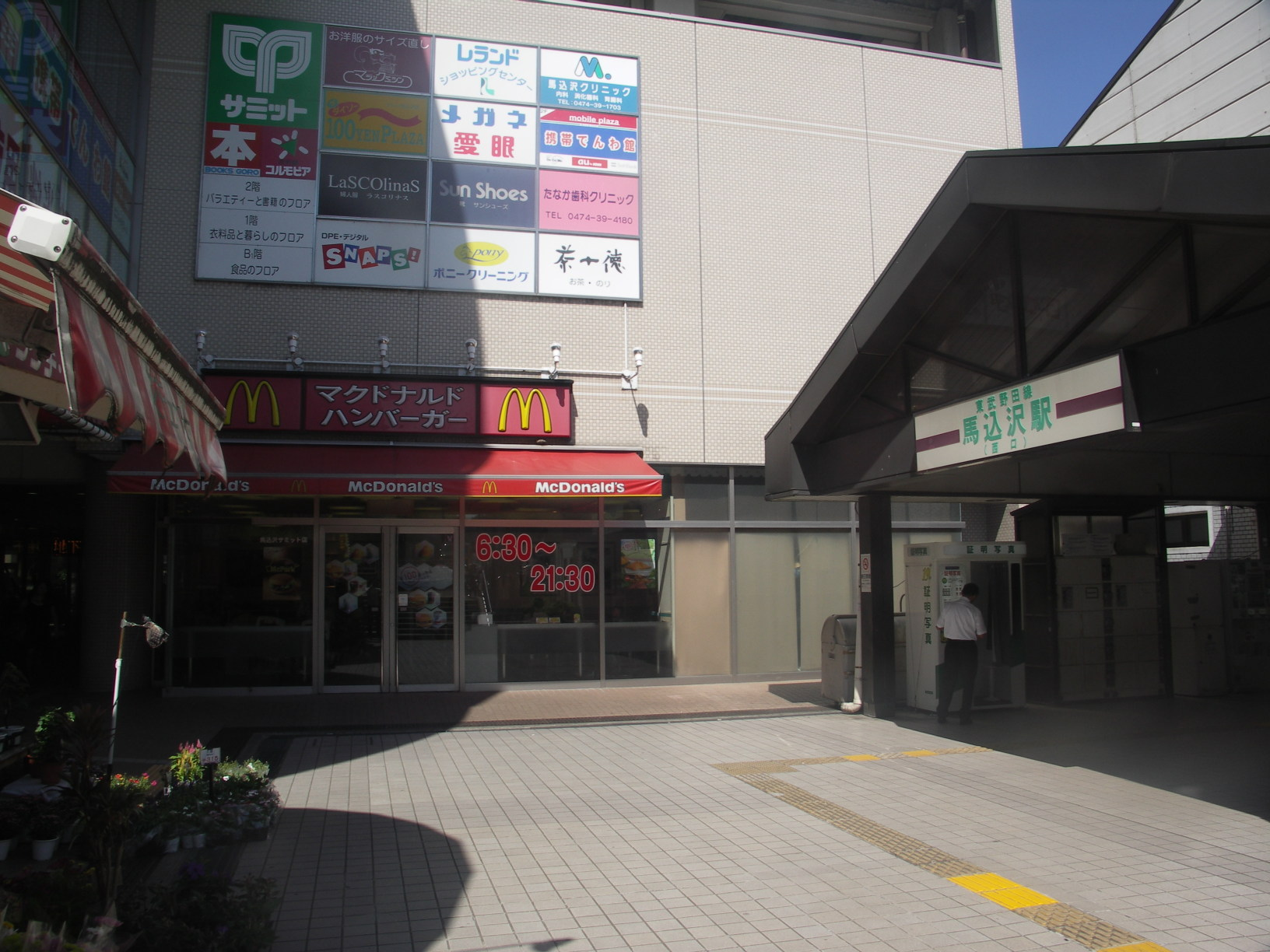
駅名看板更新前の西口（2007年9月）
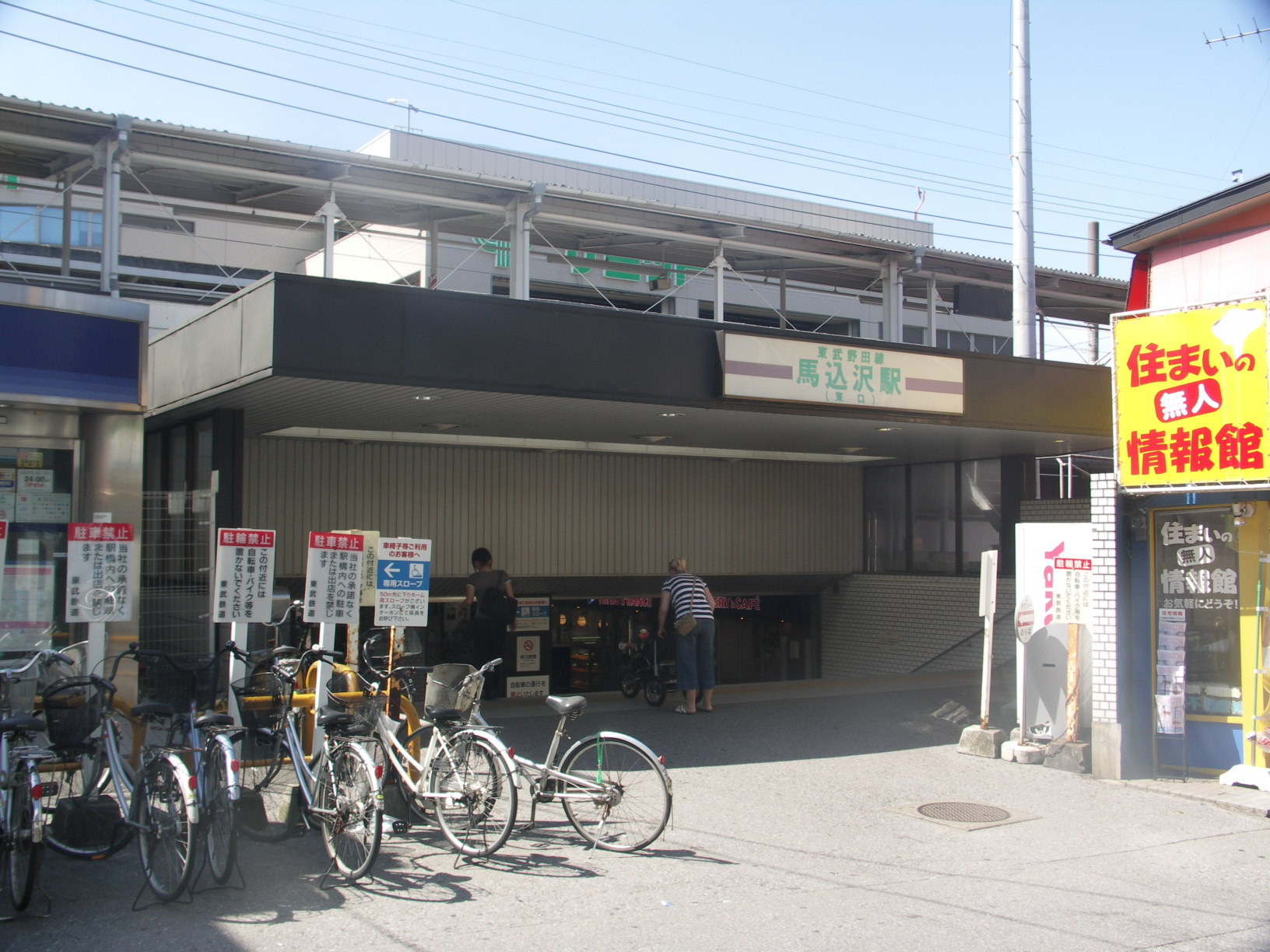
駅名看板更新前の東口（2007年9月）

## 駅構造
相対式ホーム2面2線を有する地上駅。築堤上にホームがあり、その下に改札口があるため、構造は高架駅に近い。
以前は船橋方面ホーム側に駅舎があったが、1980年代中頃に両ホームを連絡する地下通路に改札口と西口・東口の2方向の出口が新設された。改札と正対する反対側にはパン屋・コンビニエンスストアがある。エレベーターは各ホーム階段の北側と東口の階段脇にある。西口階段脇にはスロープが設置されている。この他、車椅子用専用出入口が各ホーム船橋側にある。トイレは、船橋方面ホーム（2番線）の他、改札脇に多機能トイレが設置されている。

### のりば
| 番線 | 路線                     | 方向 | 行先     |
| ---- | ------------------------ | ---- | -------- |
| 1    | 東武アーバンパークライン | 上り | 柏方面   |
| 2    | 東武アーバンパークライン | 下り | 船橋方面 |

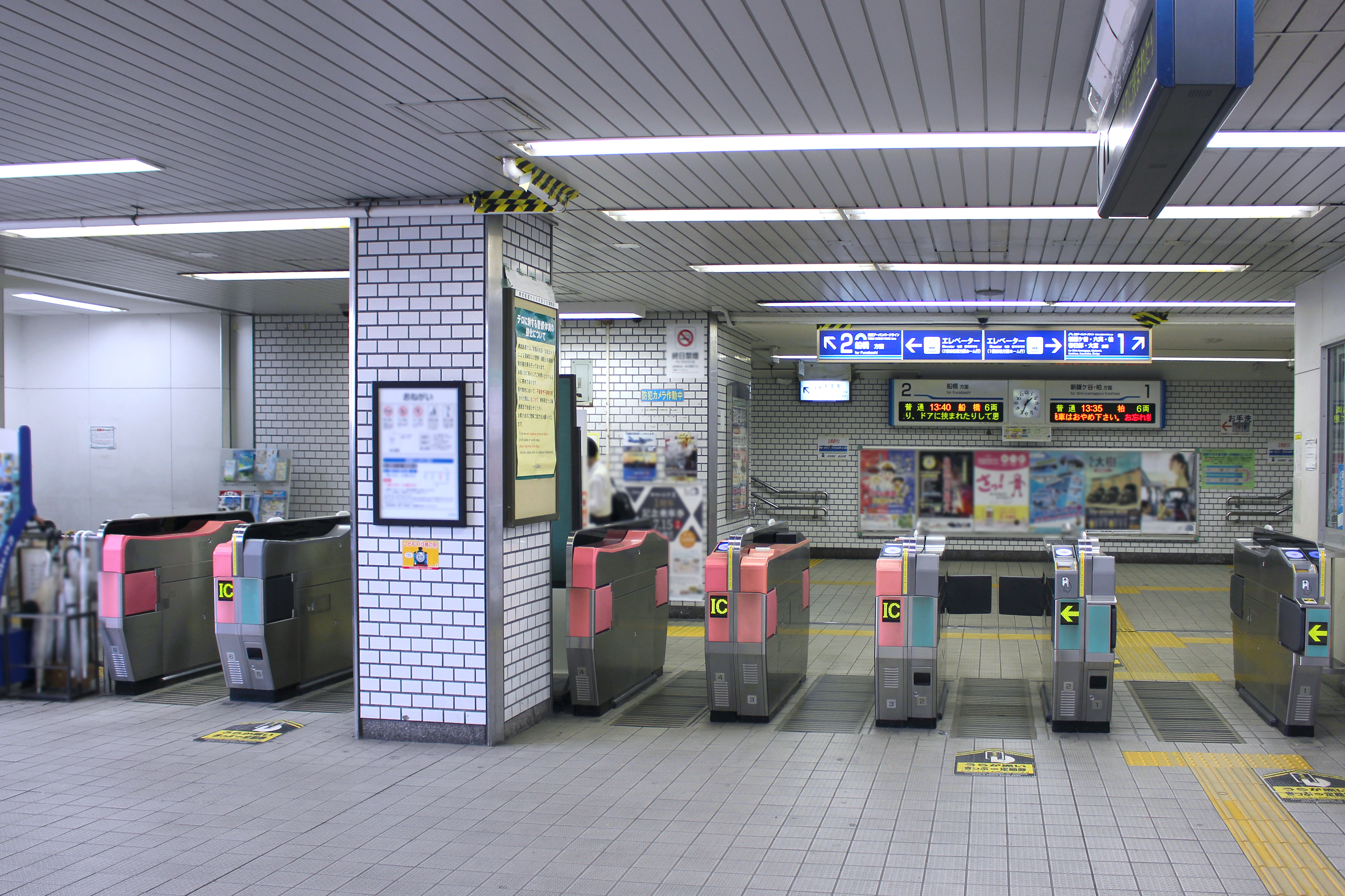
改札口（2024年7月）
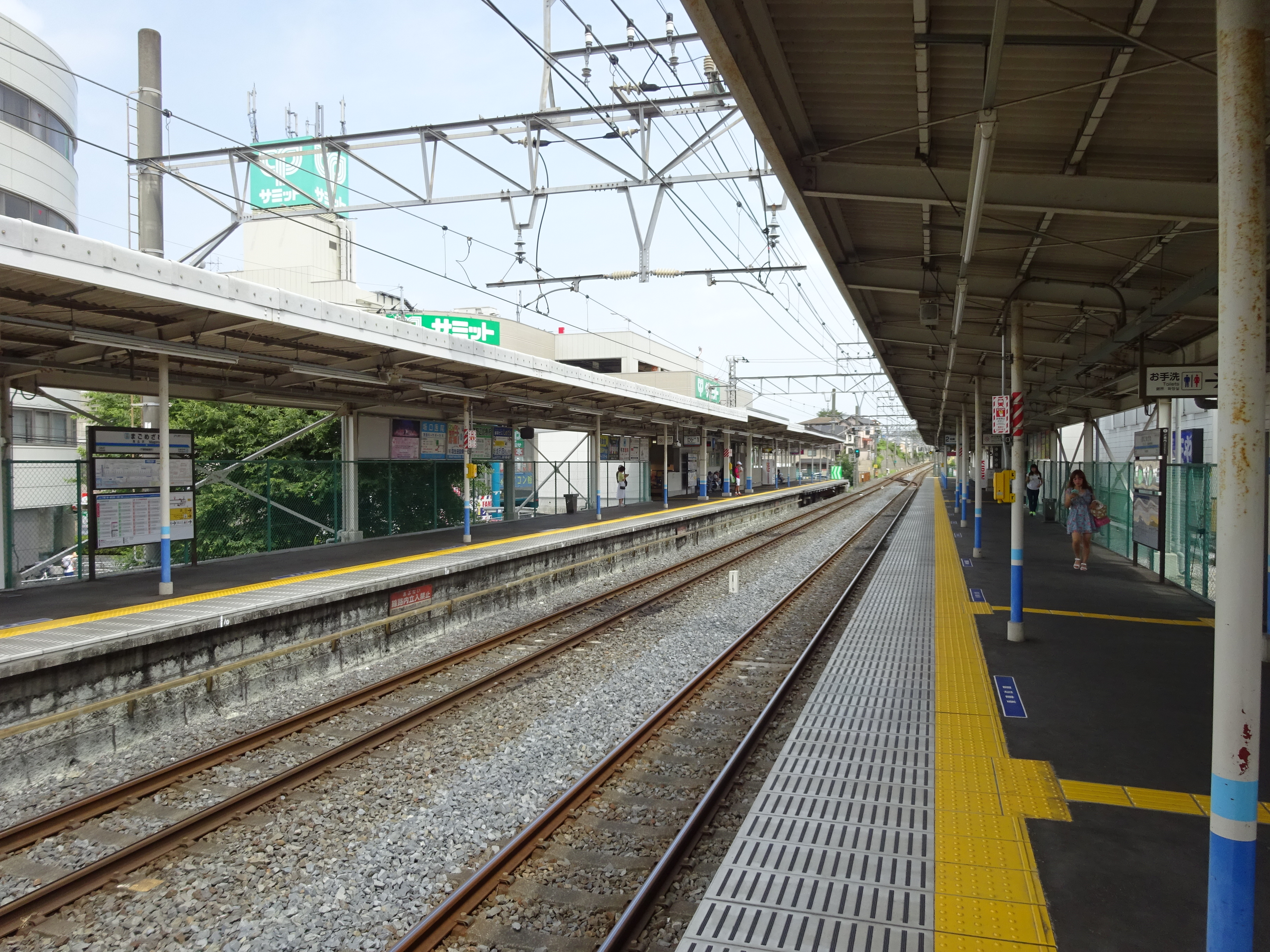
駅ホーム（2016年8月）

## 利用状況
2024年度（令和6年度）の1日平均乗降人員は25,693人である。野田線各停のみ停車する駅では最も多い。また、野田線単独駅としても、岩槻駅に次ぐ。
近年の1日平均乗降・乗車人員の推移は以下の通り。
| 年度               | 1日平均 乗降人員 | 1日平均 乗車人員 | 出典       |
| ------------------ | ---------------- | ---------------- | ---------- |
| 1995年（平成07年） |                  | 16,266           | [ * 1 ]    |
| 1996年（平成08年） |                  | 15,900           | [ * 2 ]    |
| 1997年（平成09年） |                  | 15,198           | [ * 3 ]    |
| 1998年（平成10年） |                  | 14,974           | [ * 4 ]    |
| 1999年（平成11年） |                  | 14,783           | [ * 5 ]    |
| 2000年（平成12年） |                  | 14,773           | [ * 6 ]    |
| 2001年（平成13年） |                  | 14,475           | [ * 7 ]    |
| 2002年（平成14年） | 28,238           | 14,132           | [ * 8 ]    |
| 2003年（平成15年） | 27,984           | 13,993           | [ * 9 ]    |
| 2004年（平成16年） | 27,486           | 13,697           | [ * 10 ]   |
| 2005年（平成17年） | 27,574           | 13,700           | [ * 11 ]   |
| 2006年（平成18年） | 27,684           | 13,726           | [ * 12 ]   |
| 2007年（平成19年） | 27,570           | 13,806           | [ * 13 ]   |
| 2008年（平成20年） | 27,307           | 13,693           | [ * 14 ]   |
| 2009年（平成21年） | 26,865           | 13,492           | [ * 15 ]   |
| 2010年（平成22年） | 26,458           | 13,303           | [ * 16 ]   |
| 2011年（平成23年） | 25,998           | 13,122           | [ * 17 ]   |
| 2012年（平成24年） | 26,390           | 13,295           | [ * 18 ]   |
| 2013年（平成25年） | 26,702           | 13,466           | [ * 19 ]   |
| 2014年（平成26年） | 26,219           | 13,221           | [ * 20 ]   |
| 2015年（平成27年） | 26,465           | 13,442           | [ * 21 ]   |
| 2016年（平成28年） | 26,518           | 13,387           | [ * 22 ]   |
| 2017年（平成29年） | 26,786           | 13,513           | [ * 23 ]   |
| 2018年（平成30年） | 26,787           | 13,506           | [ * 24 ]   |
| 2019年（令和元年） | 26,529           | 13,375           | [ * 25 ]   |
| 2020年（令和02年） | 20,928           |                  | [ 東武 3 ] |
| 2021年（令和03年） | 22,243           | 11,195           | [ 東武 4 ] |
| 2022年（令和04年） | 24,046           | 12,110           | [ 東武 5 ] |
| 2023年（令和05年） | 25,208           | 12,695           | [ 東武 6 ] |
| 2024年（令和06年） | 25,693           | 12,939           | [ 東武 1 ] |

## 駅周辺
駅近辺は住宅密集地である。駅南側には千葉県道59号市川印西線（木下街道）、東側には千葉県道8号船橋我孫子線（船取県道）が走る。

### 東口

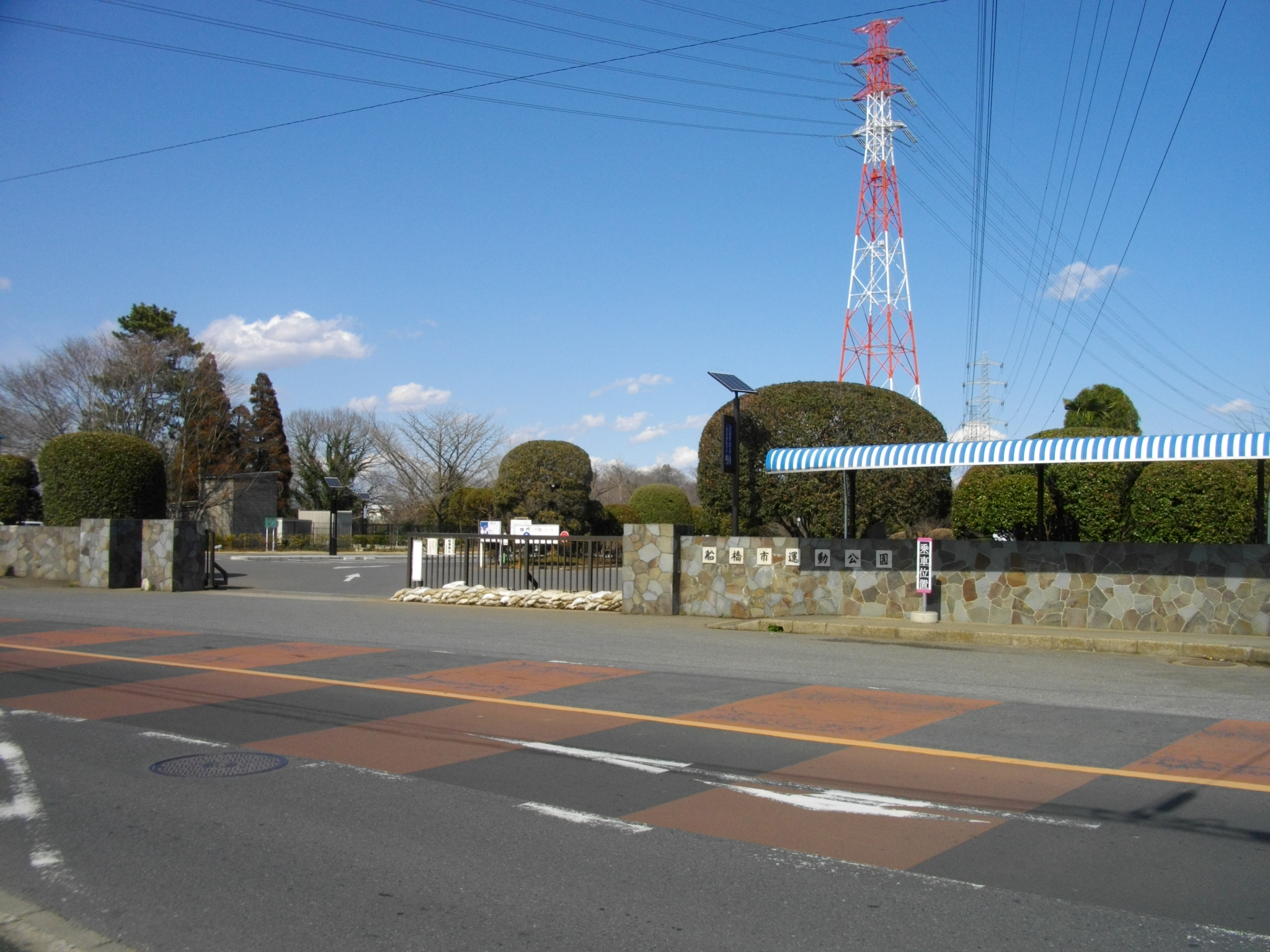
船橋市運動公園

- タクシー乗り場兼営業所：駅出口よりやや船橋方面へ戻った所にある。
- 船橋市消防局 北消防署
- 船橋市立法典東小学校
- 船橋市立丸山小学校
- 船橋市立金杉台中学校
- 馬込沢駅前郵便局
- 鎌ヶ谷新田郵便局
- 鎌ヶ谷道野辺郵便局
- 京葉銀行 馬込沢支店
- 新鮮市場 船橋馬込店
- マルエツ 馬込沢店
- ヨークマート 東道野辺店
  - ノジマ 鎌ケ谷店
- ハードオフ・ブックオフ 鎌ヶ谷道野辺店
- マルエイ 南鎌ヶ谷店
- 馬込斎場・馬込霊園
- 船橋市運動公園：テニスコート、野球場、弓道場のほか、冬季はスケートリンク、夏季はプールも開かれる。

### 西口
- 船橋警察署 法典交番
- 鎌ケ谷市南児童センター
- 千葉県立船橋特別支援学校
- 千葉県立船橋法典高等学校
- 千葉県立船橋啓明高等学校
- 船橋市立法田中学校
- 船橋市立旭中学校
- 船橋市立法典小学校
- 船橋藤原三郵便局
- 東京東信用金庫 馬込支店

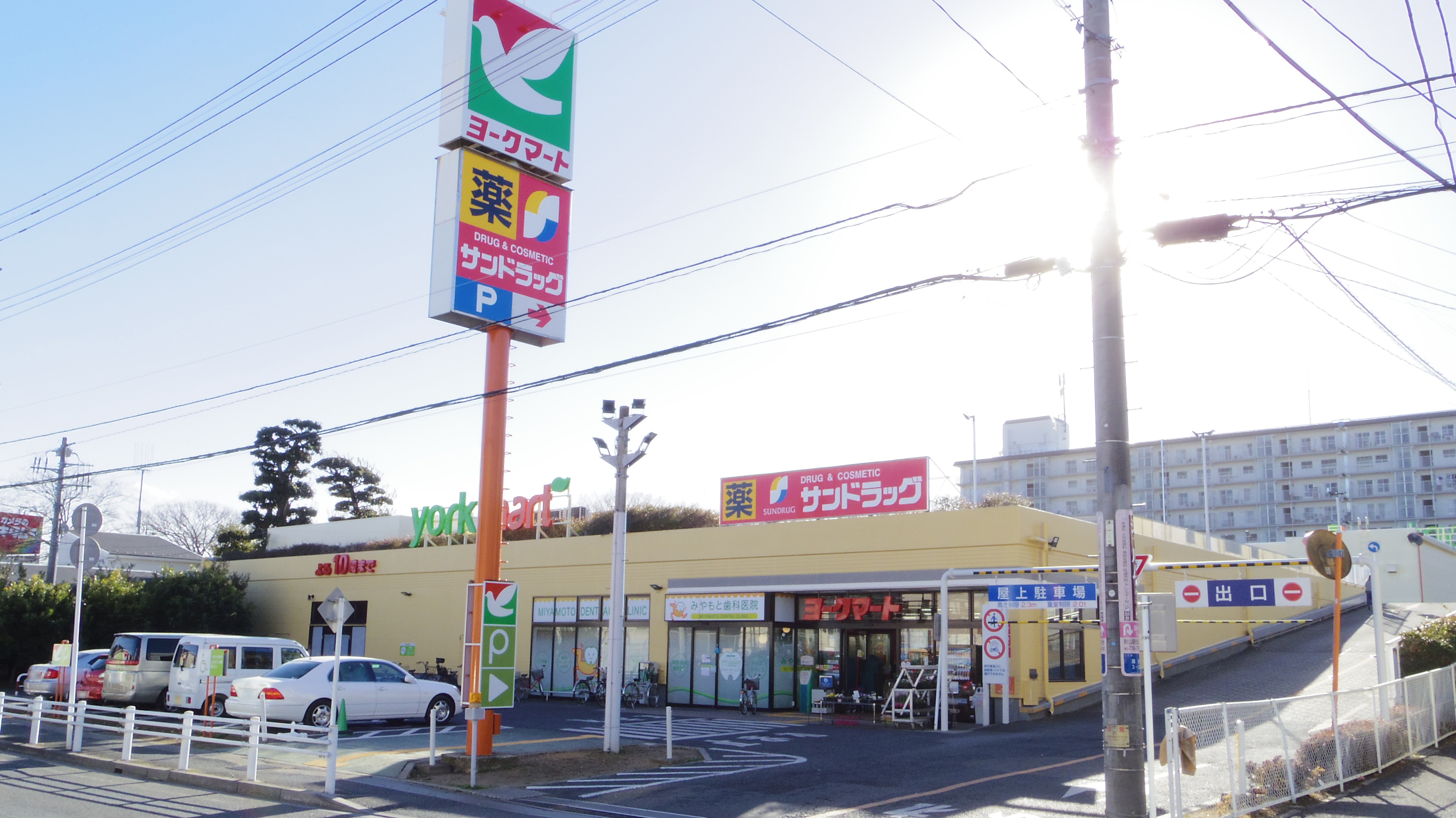
ヨークマート藤原店

- Luz船橋（スーパーマーケット・雑貨・薬局・診療所などが入居）
  - サミットストア 馬込沢駅前店
  - DAISO サミット馬込沢店
- マツモトキヨシ 馬込沢店
- ヨークマート 藤原店
  - サンドラッグ 藤原店
- 業務スーパー 藤原店
- ジェーソン 船橋藤原店
- アコレ 鎌ケ谷グリーンハイツ店
- 法典公園
- 藤原市民の森
- 丸山市民の森

## バス路線
最寄バス停留所は、西口ロータリーに位置する京成バス千葉ウエスト「馬込沢駅」と京成バス千葉セントラル「馬込沢駅」、東口に位置する「馬込沢駅東口」および東口より徒歩3分で木下街道上にある、京成バス千葉セントラル「馬込沢駅」である。
なお、2010年（平成22年）12月1日より東口に船橋新京成バスの「馬込沢駅東口」停留所が設置され、丸山地区を循環する「丸山循環線」が試験的に運行されていたが、2011年（平成23年）2月28日に試験期間は終了したことから、運行休止とされた。その後、同年7月4日以降、船橋市の支援を受けて実験の再開が発表された。期間は2012年（平成24年）3月までの予定であり、合計利用者が200人に満たなければ廃止を検討するとしていたが、2024年（令和6年）現在も運行している。
また、二和地区の交通不便を解消するため、船橋新京成バスがちばレインボーバスの「馬込沢駅」（木下街道側）とほぼ同位置に「馬込沢駅入口」バス停を新設、同バス停から二和グリーンハイツまでを結ぶ「二和グリーンハイツ線」2路線を2016年（平成28年）8月1日より試験運行を開始、2017年4月1日からは西口ロータリーへの乗り入れを実施している（「馬込沢駅入口」バス停は存置）。しかし、二和グリーンハイツ線は2018年（平成30年）3月31日限りで運行休止となった。
| のりば       | 系統                 | 行先                     | 運行事業者              | 営業所 |
| ------------ | -------------------- | ------------------------ | ----------------------- | ------ |
| 西口         | 馬01（ドレミ号）     | 慈祐苑                   | ■京成バス千葉ウエスト   | 鎌ヶ谷 |
| 西口         | 法典線（フラワー号） | 桐畑                     | ■京成バス千葉セントラル | 白井   |
| 木下街道沿い | 白井線               | 白井駅 白井車庫 西船橋駅 | ■京成バス千葉セントラル | 白井   |
| 東口         | 馬02（丸山循環線）   | 馬込沢駅東口             | ■京成バス千葉ウエスト   | 鎌ヶ谷 |

## 隣の駅
東武鉄道
 東武アーバンパークライン
■急行
通過
■普通
鎌ヶ谷駅 (TD 31) - 馬込沢駅 (TD 32) - 塚田駅 (TD 33)

### 利用状況
千葉県統計年鑑
1. ↑  千葉県統計年鑑（平成8年）
2. ↑  千葉県統計年鑑（平成9年）
3. ↑  千葉県統計年鑑（平成10年）
4. ↑  千葉県統計年鑑（平成11年）
5. ↑  千葉県統計年鑑（平成12年）
6. ↑  千葉県統計年鑑（平成13年）
7. ↑  千葉県統計年鑑（平成14年）
8. ↑  千葉県統計年鑑（平成15年）
9. ↑  千葉県統計年鑑（平成16年）
10. ↑  千葉県統計年鑑（平成17年）
11. ↑  千葉県統計年鑑（平成18年）
12. ↑  千葉県統計年鑑（平成19年）
13. ↑  千葉県統計年鑑（平成20年）
14. ↑  千葉県統計年鑑（平成21年）
15. ↑  千葉県統計年鑑（平成22年）
16. ↑  千葉県統計年鑑（平成23年）
17. ↑  千葉県統計年鑑（平成24年）
18. ↑  千葉県統計年鑑（平成25年）
19. ↑  千葉県統計年鑑（平成26年）
20. ↑  千葉県統計年鑑（平成27年）
21. ↑  千葉県統計年鑑（平成28年）
22. ↑  千葉県統計年鑑（平成29年）
23. ↑  千葉県統計年鑑（平成30年）
24. ↑  千葉県統計年鑑（令和元年）
25. ↑  千葉県統計年鑑（令和2年）

東武鉄道の1日平均乗降人員
1. 1 2 3  『駅別乗降人員 2024年度』（PDF）（レポート）東武鉄道、10頁。オリジナルの2025年5月19日時点におけるアーカイブ。2025年5月28日閲覧。
2. ↑  駅情報（乗降人員） - 東武鉄道
3. ↑  「駅一覧」『東武会社要覧2021』（pdf）（レポート）東武鉄道、70頁。オリジナルの2022年4月19日時点におけるアーカイブ。2024年8月22日閲覧。
4. ↑  『駅別乗降人員 2021年度』（PDF）（レポート）東武鉄道、2024年、10頁。オリジナルの2024年5月18日時点におけるアーカイブ。
5. ↑  『駅別乗降人員 2022年度』（PDF）（レポート）東武鉄道、2024年、10頁。オリジナルの2024年5月18日時点におけるアーカイブ。
6. ↑  『駅別乗降人員 2023年度』（PDF）（レポート）東武鉄道、2024年、10頁。オリジナルの2024年5月18日時点におけるアーカイブ。